# De Pallert
De Pallert is een voormalig waterschap in de provincie Groningen.
Het schap lag ten zuidoosten van Bourtange, tussen de grens met Duitsland en het dorp (meer specifiek de Zodenpandweg) in. De noordgrens werd gevormd door de Bisschopsweg, terwijl de zuidgrens ongeveer 2,2 km zuidelijker lag, bij de dijk de Wollingboerscheiding. De polder waterde af via een duiker door de Bisschopsweg en verder via een sloot die uitmondt in de beek de Rille. Het schap onderhield ook enkele wegen. 
Waterstaatkundig gezien ligt het gebied sinds 2000 binnen dat van het waterschap Hunze en Aa's.